# Marie-Esméralda Belgická
Princezna Marie-Esméralda Belgická, lady Moncada (* 30. září 1956, Laeken) je členka belgické královské rodiny. Je tetou krále Filipa Belgického a Jindřicha, velkovévody Lucemburského. Princezna Marie-Esméralda je novinářka, autorka a dokumentaristka. Je také ekologickou aktivistkou a bojovnicí za práva žen a práva původních obyvatel.

## Rodina
Princezna Marie-Esméralda je nejmladší dítě zesnulého krále Leopolda III. Belgického a jeho druhé manželky Lilian Baels, princezny z Réthy. Jejími úplnými sourozenci jsou princ Alexandr Belgický a princezna Marie-Christine Belgická. Mezi její nevlastní sourozence patří zesnulý král Baudouin Belgický, bývalý král Albert II. Belgický (který je také jejím kmotrem) a zesnulá velkovévodkyně Josefína Šarlota Lucemburská z manželství jejího otce s jeho první manželkou, královnou Astrid.
Princezna Marie-Esméralda Belgická se 5. dubna 1998 v Londýně provdala za sira Salvadora Moncadu, hondurasko-britského farmakologa. Mají spolu dceru Alexandru Leopoldine Moncadu (* 4. srpna 1998, Londýn) a syna Leopolda Daniela Moncadu (* 21. května 2001, Londýn).

## Kariéra
Princezna Marie-Esméralda je novinářka a spisovatelka, píšící pod jménem Esméralda de Réthy. Po studiu práv na Université Saint-Louis - Bruxelles vystudovala žurnalistiku na Université catholique de Louvain v Nové Lovani a poté se přestěhovala do Paříže, kde se věnovala své kariéře, když pracovala na volné noze pro mezinárodní časopisy. Její kniha Christian Dior, the Early Years 1947-1957 se zaměřila na kariéru Christiana Diora a byla vydána v roce 2001 nakladatelstvím Vendome Press. Esméralda poté napsala několik knih o svém zesnulém otci, králi Leopoldovi III., s použitím archivního materiálu, jako jsou dopisy a fotografie. Její kniha Léopold III, mon père vyšla v roce 2001, v roce 2006 následovala kniha Leopold III photographe, obě vydalo nakladatelství Racine. V těchto knihách spíše než o belgické královské rodině (Racine) píše o expedicích svého otce a jeho vášni pro přírodu, vědu a fotografii. O rok později se její matka Lilian stala tématem knihy Lilian, une princesse entre ombres et lumière, kterou napsala spolu s Patrickem Weberem (Racine). V roce 2014 napsala s Christophem Vachaudezem o svých prarodičích knihu Albert a Elisabeth (Racine). Ve stejném roce vydala Esméralda knihu o nositelkách Nobelovy ceny míru nazvanou Femmes prix Nobel de la Paix (Avant-Propos).

### Dokumentární filmy
Natočila tři dokumentární filmy režírované Nicolasem Delvaulxem a vysílané belgickým kanálem RTBF: Leopold III., můj otec, Po stopách krále Alberta a královny Alžběty, mých prarodičů (2014), a Virunga (2016).

## Autorka
- Christian Dior, the early years 1947-1957. Vendome Press, New York, 2001.
- Léopold III, mon père. Editions Racine, 2001.
- Léopold III photographe. Editions Racine, 2006.
- Terre. Editions Racine, 2011.
- S Patrickem Weberem. Lilian, une princesse entre ombre et lumière. Editions Racine, 2012.
- S Christophem Vachaudezem. Albert et Elisabeth. Editions Racine, 2014.
- Femmes prix Nobel de la Paix. Editions Avant-Propos, 2014.

## Filmografie
- Léopold III mon père. 90minutový dokument Nicolase Delvaulxe pro RTBF.
- Sur les pas du roi Albert Ier et de la reine Elisabeth mes grands-parents (2014) 140minutový dokument Nicolase Delvaulxe pro RTBF.
- Virunga, de l’espoir pour tout un peuple od Nicolase Delvaulxe.

## Aktivismus

### Otázky životního prostředí
Princezna Marie-Esméralda věnuje čas otázkám životního prostředí. Přednesla mnoho přednášek a napsala mnoho článků a také knihu s názvem Terre, agissons pour la planete, il n'est pas trop tard (Země – jednejte hned, abyste zachránili naši planetu. Není příliš pozdě), která se zabývá důležitostí ochrany životního prostředí. Zúčastnila se významných kampaní, jako je Antarctica Greenpeace v roce 2015. Ve svém dokumentu Virunga s Nicolasem Delvaulxem v roce 2016 zdůrazňuje význam parku kvůli jeho výjimečné rozmanitosti a udržitelnému rozvoji. Marie-Esméralda je od smrti svého otce v roce 1983 prezidentkou Fondu krále Leopolda III. pro průzkum a ochranu přírody.
Princezna Marie-Esméralda byla zatčena v Londýně v Anglii dne 10. října 2019 poté, co se připojila k protestu Extinction Rebellion (XR) na Trafalgar Square, ale později byla propuštěna bez obvinění. Řekla: "Čím více lidí ze všech částí společnosti protestuje, tím větší bude dopad."

### Práva žen
Marie-Esméralda se účastní mnoha konferencí o právech žen. V prosinci 2013 se zúčastnila feministické hry v Bruselu nazvané Blessées à mort (Zraněná k smrti), kterou napsala italská autorka Serena Dandini. Na pódiu přečetla monolog s názvem Fleur de Lotus (Lotosový květ). V březnu 2015 se po boku Eve Enslerové zúčastnila fóra nazvaného Jump na mezinárodní podporu genderové rovnosti.

### Práva původních obyvatel
V roce 1989 podpořila kampaň náčelníka Raoniho na ochranu Amazonského pralesa s pomocí mezinárodně uznávaného zpěváka Stinga. Král Leopold se s Raonim setkal v roce 1964. V roce 2011, když se konala Europalia Brasil, se Marie-Esméralda setkala s delegací indiánů Mehinako. Následující rok indiáni Mehinako uctili památku zesnulého krále Leopolda III. v parku Xingu zvláštní ceremonií. V prosinci 2015 se Marie-Esméralda na COP21 v Paříži setkala se členy kmene Kichwa ze Sarayaku v Ekvádoru. Fond Leopolda III. financoval jeden z jejich projektů. V červenci 2016 princezna navštívila kmen Xerente v Porteiře v Brazílii. Během tradičního obřadu se jí dostalo speciálního přivítání. V Brasílii oficiálně otevřela výstavu fotografií svého otce. V přítomnosti slavného indiánského náčelníka Alvara Tukana přednesla projev, ve kterém zdůraznila důležitost ochrany a prosazování práv domorodců. V prosinci 2016 se na COP22 v Marrákeši zúčastnila některých akcí pořádaných mezinárodní asociací WECAN. Jejich cílem je podporovat domorodé ženy, které chrání životní prostředí. V září 2017 se Marie-Esméralda stala patronkou kampaně za Amazonský prales, kterou zahájila asociace Movement Actions po celém světě.

### Problémy související se zdravím
Je také patronkou Nadace princezny Lilian, která byla založena v roce 1958 její zesnulou matkou. Jejím původním cílem bylo poslat belgické děti do Spojených států, pokud měly vážné srdeční onemocnění a potřebovaly operaci. V sedmdesátých letech se nadace zaměřila na pořádání vědeckých setkání na vysoké úrovni. Od smrti princezny Lilian nadace vytvořila hostující profesuru. V roce 2008 vystoupila na konferenci o duševním zdraví a pohodě v Bruselu. Marie-Esméralda je čestnou prezidentkou Care Belgium. Do roku 2017 byla čestnou prezidentkou Delphusu, sdružení, které každoročně nabízí autistickým dětem týden asistované terapie s delfíny.

## Předkové
|                          |                               |  |                       |                                              |  |  |  |  |  |  |  | Leopold I. Belgický |
|                          |                               |  |                       |                                              |  |  |  |  |  |  |  |                     |
|                          | Filip Belgický                |  |                       |                                              |  |  |  |  |  |  |  |                     |
|                          |                               |  |                       |                                              |  |  |  |  |  |  |  |                     |
|                          |                               |  |                       | Luisa Orleánská                              |  |  |  |  |  |  |  |                     |
|                          |                               |  |                       |                                              |  |  |  |  |  |  |  |                     |
|                          | Albert I. Belgický            |  |                       |                                              |  |  |  |  |  |  |  |                     |
|                          |                               |  |                       |                                              |  |  |  |  |  |  |  |                     |
|                          |                               |  |                       | Karel Antonín Hohenzollernsko-Sigmaringenský |  |  |  |  |  |  |  |                     |
|                          |                               |  |                       |                                              |  |  |  |  |  |  |  |                     |
|                          | Marie Luisa Hohenzollernská   |  |                       |                                              |  |  |  |  |  |  |  |                     |
|                          |                               |  |                       |                                              |  |  |  |  |  |  |  |                     |
|                          |                               |  |                       | Josefína Bádenská                            |  |  |  |  |  |  |  |                     |
|                          |                               |  |                       |                                              |  |  |  |  |  |  |  |                     |
|                          | Leopold III. Belgický         |  |                       |                                              |  |  |  |  |  |  |  |                     |
|                          |                               |  |                       |                                              |  |  |  |  |  |  |  |                     |
|                          |                               |  |                       | Maxmilián Josef Bavorský                     |  |  |  |  |  |  |  |                     |
|                          |                               |  |                       |                                              |  |  |  |  |  |  |  |                     |
|                          | Karel Teodor Bavorský         |  |                       |                                              |  |  |  |  |  |  |  |                     |
|                          |                               |  |                       |                                              |  |  |  |  |  |  |  |                     |
|                          |                               |  |                       | Ludovika Bavorská                            |  |  |  |  |  |  |  |                     |
|                          |                               |  |                       |                                              |  |  |  |  |  |  |  |                     |
|                          | Alžběta Gabriela Bavorská     |  |                       |                                              |  |  |  |  |  |  |  |                     |
|                          |                               |  |                       |                                              |  |  |  |  |  |  |  |                     |
|                          |                               |  |                       | Michal I. Portugalský                        |  |  |  |  |  |  |  |                     |
|                          |                               |  |                       |                                              |  |  |  |  |  |  |  |                     |
|                          | Marie Josefa Portugalská      |  |                       |                                              |  |  |  |  |  |  |  |                     |
|                          |                               |  |                       |                                              |  |  |  |  |  |  |  |                     |
|                          |                               |  |                       | Adelaida z Löwenstein-Wertheim-Rosenbergu    |  |  |  |  |  |  |  |                     |
|                          |                               |  |                       |                                              |  |  |  |  |  |  |  |                     |
| Marie-Esmeralda Belgická |                               |  |                       |                                              |  |  |  |  |  |  |  |                     |
|                          |                               |  |                       |                                              |  |  |  |  |  |  |  |                     |
|                          |                               |  | Leopold III. Belgický |                                              |  |  |  |  |  |  |  |                     |
|                          |                               |  |                       |                                              |  |  |  |  |  |  |  |                     |
|                          | Julius Ludovicus Baels        |  |                       |                                              |  |  |  |  |  |  |  |                     |
|                          |                               |  |                       |                                              |  |  |  |  |  |  |  |                     |
|                          |                               |  |                       | Mary Lilian Baelsová                         |  |  |  |  |  |  |  |                     |
|                          |                               |  |                       |                                              |  |  |  |  |  |  |  |                     |
|                          | Henri Baels                   |  |                       |                                              |  |  |  |  |  |  |  |                     |
|                          |                               |  |                       |                                              |  |  |  |  |  |  |  |                     |
|                          |                               |  |                       | Leopold III. Belgický                        |  |  |  |  |  |  |  |                     |
|                          |                               |  |                       |                                              |  |  |  |  |  |  |  |                     |
|                          | Delphina Alexandrina Mauricx  |  |                       |                                              |  |  |  |  |  |  |  |                     |
|                          |                               |  |                       |                                              |  |  |  |  |  |  |  |                     |
|                          |                               |  |                       | Mary Lilian Baelsová                         |  |  |  |  |  |  |  |                     |
|                          |                               |  |                       |                                              |  |  |  |  |  |  |  |                     |
|                          | Mary Lilian Baelsová          |  |                       |                                              |  |  |  |  |  |  |  |                     |
|                          |                               |  |                       |                                              |  |  |  |  |  |  |  |                     |
|                          |                               |  |                       | Leopold III. Belgický                        |  |  |  |  |  |  |  |                     |
|                          |                               |  |                       |                                              |  |  |  |  |  |  |  |                     |
|                          | Adolphe Auguste De Visscher   |  |                       |                                              |  |  |  |  |  |  |  |                     |
|                          |                               |  |                       |                                              |  |  |  |  |  |  |  |                     |
|                          |                               |  |                       | Mary Lilian Baelsová                         |  |  |  |  |  |  |  |                     |
|                          |                               |  |                       |                                              |  |  |  |  |  |  |  |                     |
|                          | Anne Marie de Visscher        |  |                       |                                              |  |  |  |  |  |  |  |                     |
|                          |                               |  |                       |                                              |  |  |  |  |  |  |  |                     |
|                          |                               |  |                       | Leopold III. Belgický                        |  |  |  |  |  |  |  |                     |
|                          |                               |  |                       |                                              |  |  |  |  |  |  |  |                     |
|                          | Alice Victoria Céline Opsomer |  |                       |                                              |  |  |  |  |  |  |  |                     |
|                          |                               |  |                       |                                              |  |  |  |  |  |  |  |                     |
|                          |                               |  |                       | Mary Lilian Baelsová                         |  |  |  |  |  |  |  |                     |
|                          |                               |  |                       |                                              |  |  |  |  |  |  |  |                     |